# La Beauté du geste (album)
Pour les articles homonymes, voir La Beauté du geste.
Albums de Gérald de Palmas
De Palmas
(2013) Sous un soleil de plomb
(2023)
Singles
1. Il faut qu'on s'batte
Sortie : 15 mars 2016
2. Le jour de nos fiançailles
Sortie : 12 septembre 2016

La Beauté du geste est le septième et avant-dernier album studio de Gérald de Palmas, sorti en 2016.

## Pistes de l'album[1]
Toutes les chansons sont écrites et composées par Gérald de Palmas.
| No  | Titre                      | Durée |
| --- | -------------------------- | ----- |
| 1.  | Il faut qu'on s'batte      | 4:07  |
| 2.  | Le Jour de nos fiançailles | 3:41  |
| 3.  | La Beauté du geste         | 3:53  |
| 4.  | Rose pleure                | 4:19  |
| 5.  | Bref                       | 3:17  |
| 6.  | Mêmes causes mêmes effets  | 2:49  |
| 7.  | T'es belle à en crever     | 3:26  |
| 8.  | Ma p'tite reine            | 3:46  |
| 9.  | J'ai envie de toi          | 3:31  |
| 10. | Lawrence d'Arabie          | 4:31  |